# 陳鍭
陳鍭（？—？），號繼白，浙江紹興府余姚县人，明朝政治人物。出身开原陈氏。

## 生平
萬曆七年（1579年）己卯科順天府鄉試舉人，萬曆十七年（1589年）己丑科進士。刑部觀政，本年六月初授行人，十二月丁憂歸。服闋，復除原官，二十一年五月充副使，册封應城王朱在锭，二十三年丁憂歸。二十六年補原职，二十九年升礼部主事，三十二年升员外郎，歴官礼部郎中，三十三年九月升湖廣按察司副使，三十六年致仕，卒于家。

## 家族
曾祖陳廷敬，曾任判官，累贈中大夫布政使左參政。祖父陳煥，正德丁丑進士，大中大夫光祿寺卿，加正二品俸。父陳陞，嘉靖辛丑進士，嘉議大夫南京禮部左侍郎。